# برايان آدم
برايان آدم (بالإنجليزية: Brian Adam)‏ هو نقابي وسياسي بريطاني، ولد في 10 يونيو 1948 في المملكة المتحدة، وتوفي في 25 أبريل 2013 في أبردين في المملكة المتحدة. حزبياً، نشط في الحزب القومي الاسكتلندي.

## مناصب
- في الانتخابات النيابية العمومية الاسكتلندية 2007 [الإنجليزية]‏، انتخب عضو البرلمان الاسكتلندي الثالث ‏ عن دائرة Aberdeen North (Scottish Parliament constituency) [الإنجليزية]‏ وقد انضم خلال فترته النيابية [الإنجليزية]‏ (3 مايو 2007 – 22 مارس 2011)  للكتلة البرلمانية الحزب القومي الاسكتلندي.
- في الانتخابات النيابية العمومية الاسكتلندية 2003 [الإنجليزية]‏، انتخب عضو البرلمان الاسكتلندي الثاني ‏ عن دائرة Aberdeen North (Scottish Parliament constituency) [الإنجليزية]‏ وقد انضم خلال فترته النيابية [الإنجليزية]‏ (1 مايو 2003 – 2 أبريل 2007)  للكتلة البرلمانية الحزب القومي الاسكتلندي.
- في الانتخابات النيابية العمومية الاسكتلندية 1999 [الإنجليزية]‏، انتخب عضو البرلمان الاسكتلندي الأول ‏ عن دائرة North East Scotland (Scottish Parliament electoral region) [الإنجليزية]‏ وقد انضم خلال فترته النيابية [الإنجليزية]‏ (6 مايو 1999 – 31 مارس 2003)  للكتلة البرلمانية الحزب القومي الاسكتلندي.
- في الانتخابات النيابية العمومية الاسكتلندية 2011 [الإنجليزية]‏، انتخب عضو البرلمان الاسكتلندي الرابع ‏ عن دائرة North East Scotland (Scottish Parliament electoral region) [الإنجليزية]‏ وقد انضم خلال فترته النيابية [الإنجليزية]‏ (5 مايو 2011 – 25 أبريل 2013)  للكتلة البرلمانية الحزب القومي الاسكتلندي.
- انتخب Minister for Cabinet and Parliamentary Business [الإنجليزية]‏ (25 مايو 2011 – 6 سبتمبر 2012).
- انتخب Leader of the Scottish National Party ‏.

## وصلات خارجية
- الموقع الرسمي